# York Springs
York Springs es un borough ubicado en el condado de Adams, Pensilvania, Estados Unidos. Según el censo de 2020, tiene una población de 683 habitantes.

## Geografía
La localidad está ubicada en las coordenadas 40°0′34″N 77°6′57″O / 40.00944, -77.11583 (40.009331, -77.115907).

## Demografía
Según la Oficina del Censo, en 2000 los ingresos medios de los hogares de la localidad eran de $41 250 y los ingresos medios de las familias eran de $41 071. Los hombres tenían ingresos medios por $28 173 frente a $24 583 para las mujeres. Los ingresos per cápita para la localidad eran de $14 379. Alrededor del 11% de la población estaba por debajo del umbral de pobreza.
De acuerdo con la estimación 2016-2020 de la Oficina del Censo, los ingresos medios de los hogares de la localidad son de $57 917 y los ingresos medios de las familias son de $63 542. Alrededor del 25.2% de la población está por debajo del umbral de pobreza.